# Wright Flyer II

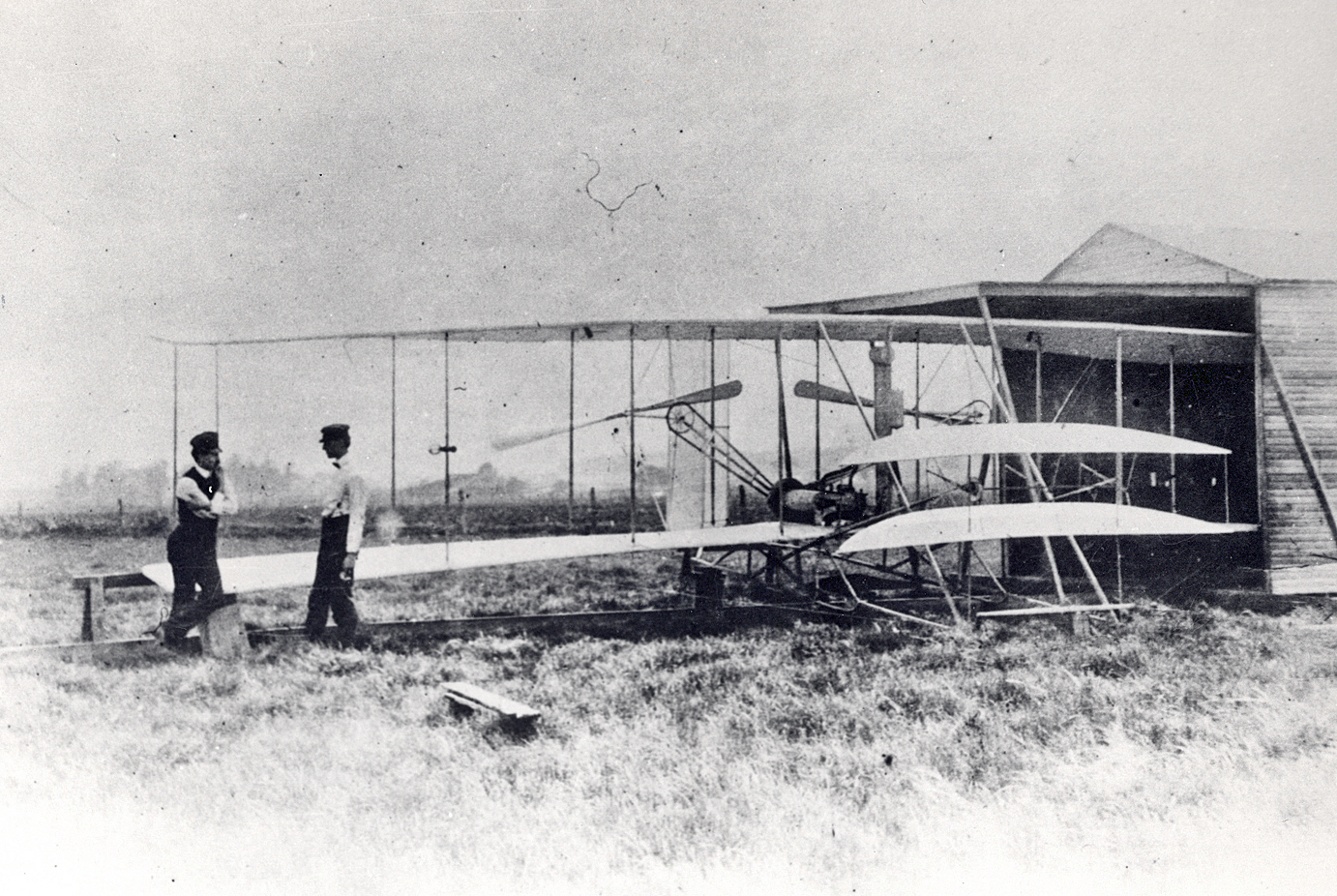
Orville (izquierda) y Wilbur con el Wright Flyer II en Huffman Prairie, mayo de 1904. Nótece el anemómetro en el parante detrás de Wilbur. Foto posiblemente tomada por Lorin Wright o Charlie Taylor.

El Flyer II fue el segundo avión con motor construido por Wilbur y Orville Wright, en 1904. El diseño del Flyer II era muy similar al Flyer I, pero con un motor ligeramente más potente y construido con pino blanco en lugar de abeto, utilizado en el avión de 1903, así como también en los planeadores de 1900-1902. Un cambio importante fue la reducción del espesor del ala a 1:25 (relación entre al espesor y la cuerda del ala), en lugar de 1:20, utilizado en el Flyer de 1903. Los hermanos sintieron que reduciendo la comba del ala reducirían la resistencia, aunque obtendrían menos sustentación. Con estos cambios, el Flyer II era alrededor de 100 kg más pesado que la máquina de 1903.
Los Wright probaron el nuevo avión en Huffman Prairie, un campo a las afueras de Dayton, Ohio, el cual es ahora parte del Dayton Aviation Heritage National Historical Park y también del actual Wright-Patterson Air Force Base. Volaron la máquina de 1904 en 105 veces en esa temporada, logrando al final realizar vuelos de 5 minutos. Lograron realizar en algunos vuelos círculos completos, hecho realizado por primera vez por Wilbur el 20 de septiembre. También en septiembre agrandaron el elevador frontal, solucionando parcialmente los problemas de ondulaciones y caídas bruscas del Flyer. A partir del 7 de septiembre comenzaron a usar un contrapeso y una torre como catapulta para asistir al despegue del Flyer cuando los vientos eran débiles o soplaban en dirección contraria a la que tenía la pista de despegue.
Los Wrights desarmaron el fuselaje del Flyer II durante el invierno (boreal) de 1904-05. Recuperaron el tren de cadenas de las hélices, sus montajes y el motor. La tela desgarrada, las costillas de las alas, los montantes y otras partes de madera fueron quemados (de acuerdo a las memorias de Orville) en los primeros meses de 1905. Las hélices, sus componentes y el motor fueron colocados en la nueva estructura del Wright Flyer III.

## Especificaciones
- Tripulación: 1 piloto
- Envergadura: 12,29 m
- Largo: 6,43 m
- Alto: 2,74 m
- Superficie alar: 47,38 m²
- Peso Cargado: 420 kg
- Hélices: 2
- Potencia: 15 hp (11,2 kW)